# آب شور

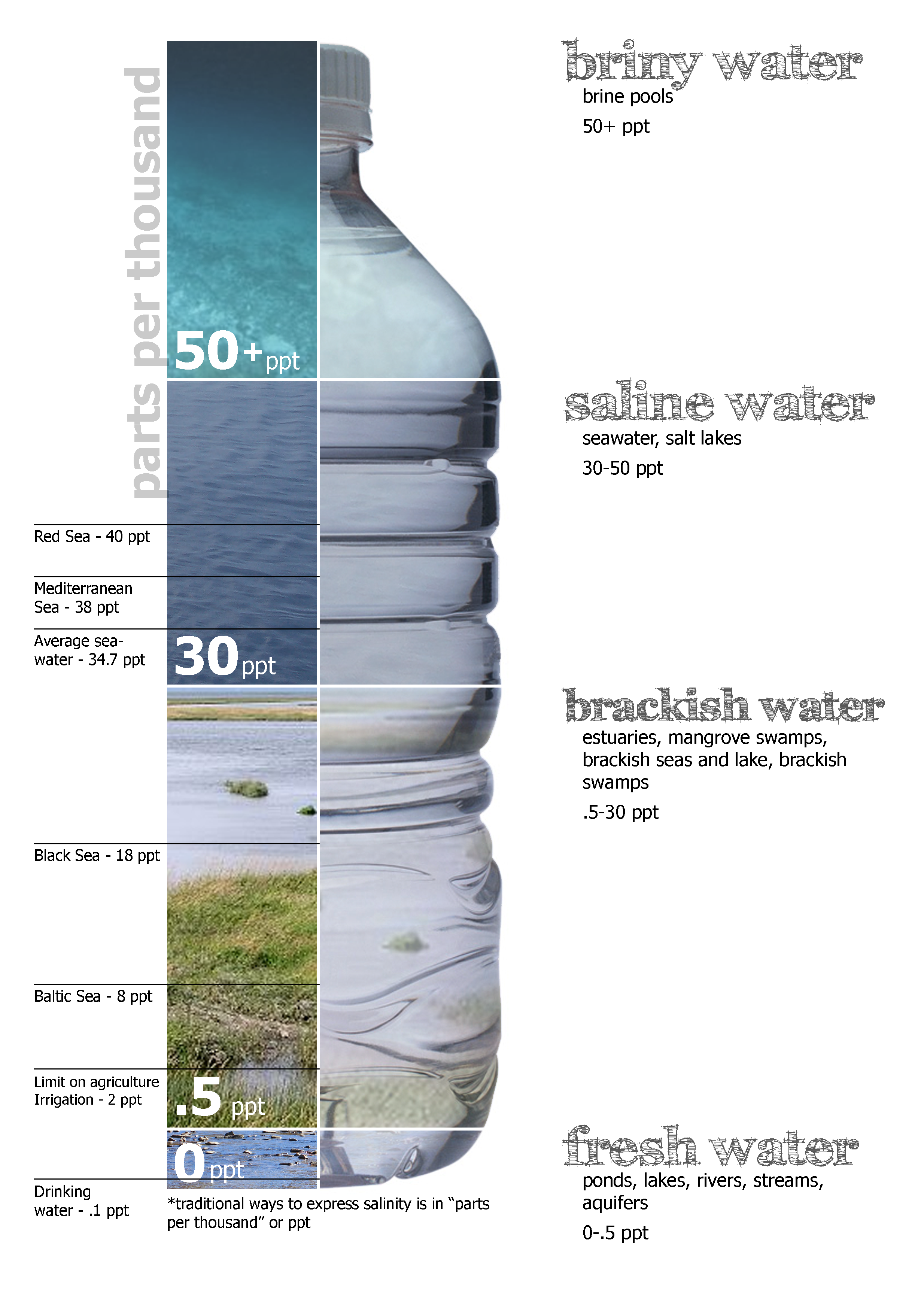
نمودار میزان شوری آب

آب شور، (به انگلیسی: Saline water) آبی است که دارای مقادیر بالای نمک باشد.
ترکیب آنیونها و کاتیونها در بروز تغییر خواص آب بسیار حائز اهمیت است مثلاً مزه شوری آب ناشی از غلظت یون کلر (آنیون) می‌باشد که شدت شوری بستگی به ترکیبات شیمیایی آب دارد. به‌طوری‌که اگر کاتیون سدیم باشد در آبهای با غلظت ۲۵۰ میلی‌گرم مزه شوری آب محسوس است. اما اگر کاتیون کلسیم یا منیزیم باشد تا غلظت ۱۰۰۰ میلی‌گرم در لیتر یون کلر ممکن است مزه شوری در آب آشکار نگردد. امروزه ۳٫۵ درصد از آب کل دنیا را مواد معدنی تشکیل می‌دهد که عمدهٔ آن نمک یا همان سدیم کلرید (Nacl) است.
در حال حاضر مقیاس استاندارد و قابل قبول در تفکیک توده‌های آبی به شرح ذیل می‌باشد:
بازه شوری (ppt) نوع توده آب:
کمتر از ۰٫۵ آب شیرین Fresh water
۳۰–۰٫۵ آب لب شور Brackish water
۵۰–۳۰ آب شور Salt water
بیشتر از ۵۰ آب شورگن Brine
شوری آب دریاها و اقیانوس‌ها آن‌ها را در برابر فساد مقاوم می‌سازد.
علت شوری آب:
شوری آب حاصل پیوند آنیون‌هایی مثل کلر با کاتیون‌هایی از جمله سدیم، کلسیم و … است که تشکیل نمک می‌دهند و تنها در صورت تشکیل نمک مربوط مزه شوری آب احساس می‌شود. شدت شوری بستگی به این دارد که کدام کاتیون با یون کلر واکنش بدهد که در این مورد نمک طعام یا همان NaCl در مقایسه با کلرید کلسیم و منیزیم شورتر است؛ بنابراین آبی شور است که حتماً نمک تشکیل شود و اگر کلر به تنهایی وجود داشته باشد آب شور نیست و تنها TDS آن بالاست. مقدار عمدهٔ نمک در آب‌ها به دلیل انحلال مواد پوستهٔ زمین بعلت فرسایش در آب است اما دیگر علت شوری آب دریاها به جهت فعالیت‌های آتش فشانی است.
مقدار شوری آب در نواحی مختلف زمین متفاوت است و این میزان بستگی به جنس خاک آن ناحیه دارد.